# ATP Challenger Loughborough
Das ATP Challenger Loughborough (offizieller Name: Loughborough Trophy) war ein von 2010 bis 2012 sowie 2018 stattfindendes Tennisturnier in Loughborough. Es war Teil der ATP Challenger Tour und wurde in der Halle auf Hartplatz ausgetragen.

## Liste der Sieger

### Einzel
| Jahr                         | Sieger             | Finalgegner        | Ergebnis      |
| ---------------------------- | ------------------ | ------------------ | ------------- |
| 2018                         | Hiroki Moriya      | James Ward         | 6:2, 7:5      |
| 2013–2017: nicht ausgetragen |                    |                    |               |
| 2012                         | Jewgeni Donskoi    | Jan-Lennard Struff | 6:2, 4:6, 6:1 |
| 2011                         | Tobias Kamke       | Flavio Cipolla     | 6:2, 7:5      |
| 2010                         | Matthias Bachinger | Frederik Nielsen   | 6:3, 3:6, 6:1 |

### Doppel
| Jahr                         | Sieger                              | Finalgegner                 | Ergebnis         |
| ---------------------------- | ----------------------------------- | --------------------------- | ---------------- |
| 2018                         | Frederik Nielsen (2) Joe Salisbury  | Luke Bambridge Jonny O’Mara | 3:6, 6:3, [10:4] |
| 2013–2017: nicht ausgetragen |                                     |                             |                  |
| 2012                         | Jamie Cerretani Adil Shamasdin      | Purav Raja Divij Sharan     | 6:4, 7:5         |
| 2011                         | Jamie Delgado Jonathan Marray       | Sam Barry Daniel Glancy     | 6:2, 6:2         |
| 2010                         | Henri Kontinen Frederik Nielsen (1) | Jordan Kerr Ken Skupski     | 6:2, 6:4         |